# Dymasia larunda
Dymasia larunda är en fjärilsart som beskrevs av John Kern Strecker 1878. Dymasia larunda ingår i släktet Dymasia och familjen praktfjärilar. Inga underarter finns listade i Catalogue of Life.